# Chico Borja
Chico Borja, született Hernan Borja (Quito, Ecuador, 1959. augusztus 24. – 2021. január 25.) ecuadori születésű válogatott amerikai labdarúgó, középpályás, csatár, edző.

## Pályafutása

### Klubcsapatban
1981–82-ben a Cosmos, 1983-ban az olimpiára készülő válogatottból alakult csapat a Team America, 1984-ben ismét a Cosmos, 1989–90-ben az Albany Capitals labdarúgója volt. 1981 és 1984 között a Cosmos teremlabdarúgó-csapatában is szerepelt. 1984 és 1992 között főleg teremlabdarúgással foglalkozott, a Las Vegas Americans, a Wichita Wings, a Los Angeles Lazers csapataiban szerepelt.

### A válogatottban
1982 és 1988 között 11 alkalommal szerepelt az amerikai válogatottban és három gólt szerzett. Részt vett az 1984-es Los Angeles-i olimpián.
Részt vett az amerikai futsalválogatott tagjaként az 1992-es hongkongi világbajnokságon, ahol ezüstérmet szerzett a csapattal.

### Edzőként
1994-ben a Houston Hotshots teremlabdarúgó-csapatának, 1995-ben a Houston Force vezetőedzője volt. 1998-ig a Rockhurst University-n dolgozott labdarúgóedzőként.

## Sikerei, díjai
New York Cosmos
- Amerikai bajnokság (NASL)
  - bajnok: 1982

 Amerikai futsalválogatott
- Világbajnokság
  - ezüstérmes: 1992, Hongkong